# Sobieńczyce-Myśliwka
Sobieńczyce-Myśliwka est une localité polonaise située dans la voïvodie de Poméranie et le powiat de Puck. 